# Chiesa di San Nicolò (Ferrara)
L'ex chiesa di San Nicolò è una chiesa sconsacrata di Ferrara, situata nell'omonima piazzetta San Nicolò. Completamente ricostruita nel Quattrocento, possiede una grande abside, opera di Biagio Rossetti. Requisita a inizio Ottocento, ha subìto gli usi più disparati fino ai restauri della seconda metà del Novecento ma, comunque, resta chiusa al culto e non è visitabile.

## Storia
La chiesa primitiva, priorato dei monaci benedettini fu edificata nel XII secolo e nel 1183 divenne parrocchia. Completata la ricostruzione nel 1475, il duca Ercole I d'Este cedette il priorato della chiesa ai frati agostiniani della Congregazione di San Girolamo da Fiesole.    
I frati avviarono i lavori di ampliamento della chiesa nella zona absidale, affidando il cantiere all'architetto ducale Biagio Rossetti che realizzò un'abside maestosa anticipatrice di quella edificata per la cattedrale.
I lavori rimasero circoscritti alla zona absidale, poiché i frati non disponevano di sufficienti risorse finanziarie.
Nel 1610 gli agostiniani commissionarono a Camillo Ricci la decorazione del soffitto della navata con 84 quadretti che narravano la vita di san Nicolò vescovo di Mira. I frati rimasero in San Nicolò fino al 1668, quando papa Clemente IX soppresse la comunità. Nel 1668 la chiesa e il convento furono affidati ai padri somaschi.
Nel 1796, all'arrivo della truppe napoleoniche e nel 1801, per ordine della Repubblica Cisalpina, i padri somaschi vennero cacciati ed il convento spogliato di tutti i beni, che furono venduti. Nel 1809 la chiesa fu adibita a prigione e nel 1811 venne acquisita insieme al convento dal comune di Ferrara. Nel 1820 nel convento fu ospitato un serraglio di belve feroci, mentre nel 1825 chiesa e convento vennero destinati a caserma e stalla, condizione che rimase fino agli anni trenta del novecento. Nel 1936 venne approvato il piano di recupero dello spazio antistante la chiesa, che si presentava con varie costruzioni successive addossate, al fine di riportare almeno esternamente la chiesa all'aspetto originario.
Dal 1984 al 1986 furono effettuate indagini stratigrafiche nel sottosuolo di piazzetta San Nicolò, che confermarono le notizie pervenuteci dagli storici dell'epoca: vennero portate alla luce le fondamenta del campanile crollato nel 1380 e della chiesa più antica, che servirono da basamento per la ricostruzione dell'abside alla fine del Quattrocento e diverse sepolture  appartenenti ad un cimitero esterno, posto alla destra della chiesa.
Attualmente i locali della ex chiesa ospitano un circolo ricreativo, una palestra e le sedi di alcune associazioni private.

## Opere d'arte disperse
Delle numerose opere che adornavano la chiesa una delle più importanti è il  Sant'Antonio da Padova realizzato poco prima del 1490 da Cosmè Tura e ora conservato nella Galleria Estense di Modena. Oltre a questo dipinto, gli studi associano a questa chiesa un polittico a fondo oro, sempre del Tura, andato disperso. Di questo polittico ne facevano probabilmente parte  il San Nicola di Bari del Musée des Beaux-Arts di Nantes e il San Ludovico di Tolosa del Metropolitan Museum di New York,.